# SN 2005mf
SN 2005mf – supernowa typu Ic odkryta 31 grudnia 2005 roku w galaktyce UGC 4798. Jej maksymalna jasność wynosiła 18,00m.